# Frankenburger Redlbach
Der Redlbach, auch Frankenburger Redlbach oder Frankenburger Redl, ist ein größerer Bach mit einer Länge von etwa 13 Kilometern im Hausruckviertel in Oberösterreich.

## Verlauf
Er entspringt als Edter Bach am Südabhang des Hengstbergs im Hauptkamm des Hausruck-und-Kobernaußerwald-Zuges nördlich von Redleiten im Gemeindegebiet von Waldzell, an der Wasserscheide zum Einzugsgebiet des Inns (Ach, Oberach) zur Traun.
Er fließt zunächst nach Südosten (von „Edter Bach“ spricht man bis Winkl/Dorf), dann nach Süden durch die weite Frankenburger Talung, passiert den Ort Frankenburg am Hausruck, und mündet bei Redl (Gemeinde Vöcklamarkt) im Vöcklatal von links in die Vöckla, welche zur Ager fließt.

## Wasserführung
Der mittlere Abfluss am Pegel Redl beträgt 1,20 m³/s, was einer Abflussspende von 20,7 l/s·km² entspricht. Der Redlbach weist ein winterpluviales Abflussregime ohne extreme Schwankungen auf, das Monatsmittel des abflussreichsten Monats März ist mit 1,92 m³/s etwa doppelt so hoch wie das des abflussärmsten Monats Oktober mit 0,85 m³/s.
Die Breite beträgt im Unterlauf 5 Meter.

## Natur
Der Bach ist teils naturbelassen mit Mäandern und Verzweigungen, teils reguliert, mit Rückstaubereich. Durch seine ausgezeichnete Wasserqualität der Güteklasse I ist das Gewässer reich an Bach- und Regenbogenforellen. Mit einem Streifen von 50 Metern an beiden Ufern ist der Redlbach als Landschaftsschutzgebiet ausgewiesen.

## Name
Wie bei den anderen gleichnamigen vom Südabhang des Hausrucks bzw. Kobernaußerwaldes kommenden Bächen wird der Name „Redl“ auf die rötliche Färbung des Wassers zurückgeführt.